# Mario Pitanguy
Mario Pitanguy (Rio de Janeiro, julho de 1979), é um professor de artes plásticas e escultor brasileiro radicado na capital fluminense onde estão algumas de suas principais obras, como o monumento que homenageia o piloto de F1 Ayrton Senna , assim como a bailarina Mercedes Baptista (primeira bailarina negra do corpo de ballet do teatro municipal).

## Biografia
Após uma formação inicial num curso de desenho e pintura, formou-se na Escola de Belas Artes da Universidade Federal do Rio de Janeiro, dedicando-se à escultura como seu campo de atuação artística.
A seguir fez estudos nos Estados Unidos com artistas como Richard Macdonald, Andrew Carlse e Stuart Williamson (este último do Museu Madame Tussauds), dedicando-se em trabalhos de arte figurativa, retratos e monumentos.
Em 2014, durante a Copa do Mundo no Brasil realizou uma escultura do goleiro Lev Yashin para a "Casa da Rússia", versão em tamanho menor de trabalho que se encontra  Parque Petrovsky de Moscou, próximo ao estádio do Dínamo; após o evento, foi transferida para o Museu de Arte Moderna do Rio de Janeiro.
Já consagrado, seu trabalho é requisitado para realizações em todo o país, como na campanha que envolveu os torcedores do Grêmio, no Rio Grande do Sul, para a construção de monumento que homenageia o futebolista Renato Portaluppi, em 2017, então batizada como "Estátua do Homem Gol", porém não foi concretizado.

## Principais trabalhos

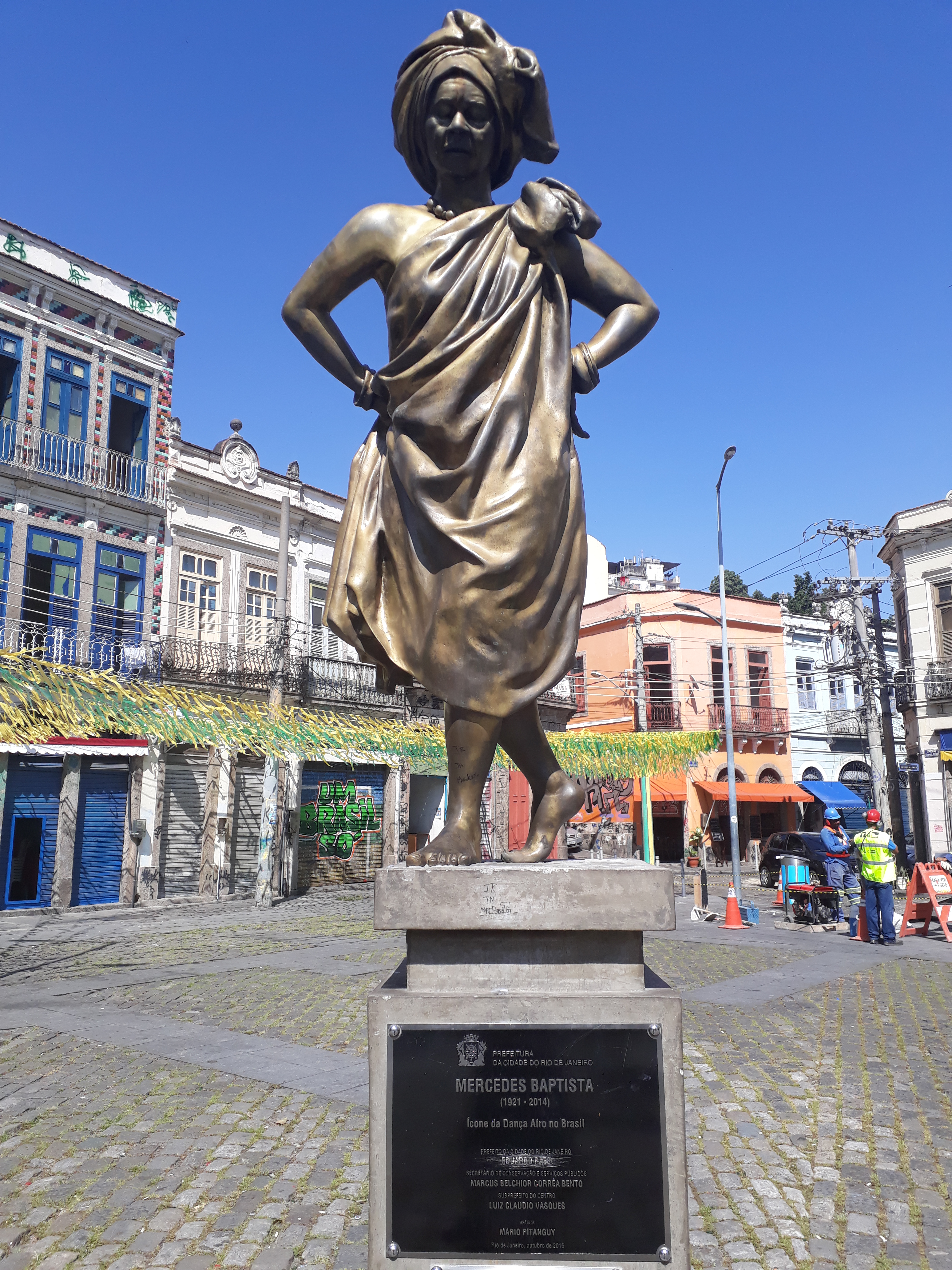
Estátua de Mercedes Baptista, região histórica do Porto, Rio.

- Monumento em homenagem ao piloto de F1 Ayrton Senna, em Copacabana.

- Estátua de Mercedes Baptista, Rio de Janeiro, 2016 (doada à cidade pelo Movimento Artístico da Praia Vermelha).[4]
- Estátua de Lev Yashin, Rio de Janeiro, 2014.[3]
- Busto de Ulysses Guimarães, no Bosque dos Constituintes da Câmara dos Deputados do Brasil, 2012.[5]
- Busto de Marcos Falcon, na Escola de Samba Portela, Rio de Janeiro, 2017.[6]
- Busto de Itamar Franco, em Juiz de Fora (Memorial da República Presidente Itamar Franco, com duas réplicas: uma na Av. Presidente Itamar Franco desta cidade, e outra no Clube de Engenharia do Rio de Janeiro), 2013.[7]